# Verhî, Luțk
Verhî (în ucraineană Верхи) este un sat în comuna Vesele din raionul Luțk, regiunea Volînia, Ucraina.

## Demografie
Componența lingvistică a localității Verhî
     Ucraineană (100%)
Conform recensământului din 2001, toată populația localității Verhî era vorbitoare de ucraineană (100%).